# Byske havsbad
Byske Havsbad är en femstjärnig campingplats och badanläggning i Byske vid Bottenviken 30 km norr om Skellefteå. Campingen har 79 stugor, 40 tältplatser och 440 husvagnsplatser. På anläggningen finns restaurang, café, kiosk med stranduthyrning och matbutik.  